# Paralichas trivittis
Paralichas trivittis is een keversoort uit de familie Ptilodactylidae. De wetenschappelijke naam van de soort is voor het eerst geldig gepubliceerd in 1824 door Germar.